# George Rogers Clark

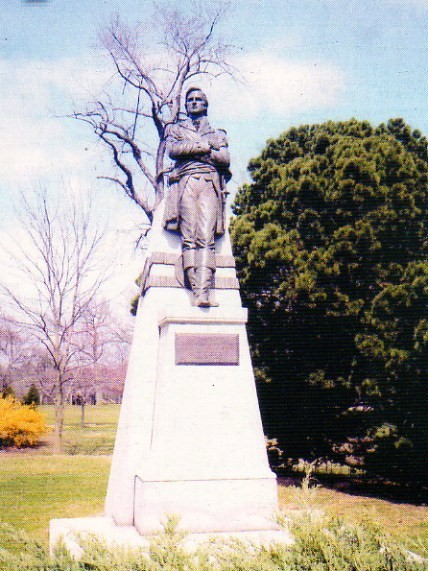
Pomnik George’a Rogersa Clarka w Quincy, IL

George Rogers Clark (ur. 19 listopada 1752 w hrabstwie Albemarle, zm. 13 lutego 1818 w Louisville) – amerykański żołnierz, szczególnie aktywny na północno-zachodnim pograniczu w czasie wojny o niepodległość Stanów Zjednoczonych.
Będąc prawie przez całą wojnę przywódcą milicji stanu Kentucky, Clark przyczynił się w głównej mierze do zdobycia Kaskaskii (1778) i Vincennes (1779), czym poważnie osłabił wpływy brytyjskie na Terytorium Północno-zachodnim, jak wówczas nazywano dzisiejsze stany Ohio, Indiana, Michigan, Illinois i Wisconsin. Jako że Brytyjczycy oddali całe Terytorium Stanom Zjednoczonym w roku 1783 na mocy traktatu paryskiego, Clark był często nazywany „zdobywcą północnego zachodu”.
Największych osiągnięć Clark dokazał przed trzydziestym rokiem życia. Ponieważ stan Wirginia nigdy nie zwrócił mu pieniędzy, jakie wydał na cele wojenne, ostatnie lata życia spędził w biedzie i poniewierce z wolna popadając w alkoholizm. Przed śmiercią był na utrzymaniu rodziny, przede wszystkim młodszego brata Williama, uczestnika sławnej ekspedycji ku brzegom Pacyfiku.

## Młodość
George Rogers Clark urodził się w Albemarle, Wirginia niedaleko od domu Jeffersona. Był drugim z dziesięciorga dzieci Johna Clarka i Anny Rogers Clark, którzy byli anglikanami anglo-szkockiego pochodzenia. Pięciu z ich sześciu synów miało zostać żołnierzami amerykańskiej rewolucji, a najmłodszy, William, znanym podróżnikiem i odkrywcą. W roku 1756, po wybuchu wojny z Francuzami i Indianami, rodzina Clarków przeniosła się z terenów objętych działaniami do hrabstwa Caroline w Wirginii, gdzie dzierżawili niewielką plantację.
Niewiele wiadomo o szkolnych latach Clarka, wiadomo jednak, że zamieszkał w tym czasie u dziadka, mógł więc uczęszczać do jednej szkoły z Jamesem Madisonem i Johnem Taylorem, gdzie otrzymał bardzo ogólne wykształcenie. Pobierał lekcje także w domu, co nie było niczym dziwnym w tamtych czasach w Wirginii, mogąc zostać farmerem lub geodetą.
W roku 1772, jako dwudziestoletni mierniczy, Clark odbył swą pierwszą podróż do Kentucky wśród tysięcy osadników udających się na te tereny po zawarciu porozumienia w Forcie Stanwix w roku 1768. Indianie zamieszkujący dzisiejszy stany Kentucky i Ohio nie byli stroną porozumienia, które oddawało Anglosasom ich tereny łowne. W rezultacie wybuchły walki znane pod nazwą wojny Dunmore’a, w której Clark odegrał niewielką rolę jako kapitan wirginijskiej milicji.

## Rewolucja

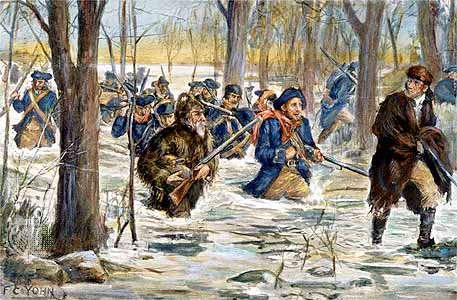
Marsz Clarka na Vincennes, mal. F. C. Yohn

Gdy na wschodzie rozpoczęła się wojna o niepodległość Stanów Zjednoczonych, osadnicy w Kentucky podjęli spór do kogo terytorium winno należeć. Richard Henderson, sędzia i posiadacz ziemski z Karoliny, odkupił od Indian z plemienia Cherokee większość Kentucky, zawierając z nimi niezalegalizowany traktat. Henderson zamierzał utworzyć kolonię własnościową, którą nazwał Transylwanią, ale większość osadników nie uznała postanowień traktatu. W czerwcu 1776 osadnicy ci wybrali Clarka i Johna Gabriela Jonesa jako swych przedstawicieli, którzy mieli dostarczyć Zgromadzeniu Generalnemu Wirginii petycję, w której domagali się poszerzenia granic kolonii i włączenia w nie terenów Kentucky. Clark and Jones udali się drogą zwaną dziką do Williamsburga, gdzie udało im się przekonać gubernatora Patricka Henry’ego do utworzenia hrabstwa Kentucky. Clark otrzymał 500 funtów prochu dla obrony osad i stopień majora milicji hrabstwa Kentucky. Clark miał zaledwie 24 lata, ale podporządkowali mu się starzy pogranicznicy, jak Daniel Boone, Benjamin Logan i Leonard Helm, którzy widzieli w nim naturalnego przywódcę.

### Kampania w Illinois
W roku 1777 Amerykańska wojna rewolucyjna dotarła także do Kentucky. Indianie, zbrojeni i mamieni obietnicami przez brytyjskiego wicegubernatora Henry’ego Hamiltona z Fortu Detroit, rozpoczęli wojnę z białymi osadnikami w Kentucky w nadziei odzyskania swych terenów łownych. Clark brał udział w kilku potyczkach. Uważał, że jedynym sposobem na powstrzymanie indiańskich napadów byłoby zniszczenie placówek brytyjskich na północ od rzeki Ohio i odciąć Indian od brytyjskiego zaopatrzenia i brytyjskich podszeptów. Clark poprosił gubernatora Henry’ego o zgodę na poprowadzenie potajemnej ekspedycji przeciw jednej z takich placówek, znajdującej się na terytorium Illinois. Henry mianował Clarka podpułkownikiem wirginijskiej milicji i udzielił zgody na zgromadzenie odpowiedniej liczby ludzi.
W lipcu 1778 Clark na czele około 175 ludzi sforsował Ohio na wysokości Fortu Massac i pomaszerował na Kaskaskię, zajmując ją w nocy 4 lipca. Cahokia, Vincennes oraz kilka innych miejscowości i fortów na terytorium brytyjskim zostało zdobytych bez jednego strzału, ponieważ ani francuskojęzyczni mieszkańcy tych terenów, ani Indianie, nie mieli zamiaru nadstawiać karku w obronie Brytyjczyków. W odpowiedzi Henry Hamilton odbił Vincennes na czele niewielkiego oddziału. W lutym 1779 Clark wrócił do Vincennes ponownie zajmując miasteczko i biorąc do niewoli samego Hamiltona. Ta śmiała zimowa ekspedycja była najbardziej znanym wyczynem Clarka i źródłem jego sławy amerykańskiego bohatera. Wirginia wykorzystała sukces Clarka ustanawiając na zdobytych terytoriach „hrabstwo Illinois”.

### Zakończenie wojny
Głównym zamiarem Clarka podczas wojny o niepodległość było zdobycie Detroit, ale nigdy nie udało mu się zgromadzić wystarczająco wielu ludzi dla przeprowadzenia tej akcji. Milicjanci z Kentucky woleli bronić swoich domostw niż narażać się na niebezpieczeństwa podczas długiej i trudnej wyprawy. W czerwcu 1780 mieszane siły brytyjsko-indiańskie z Detroit uderzyły na Kentucky zdobywając dwa umocnione osiedla i uprowadzając sporą grupę jeńców. W sierpniu Clark poprowadził odwetową wyprawę, która zakończyła się zwycięstwem pod miasteczkiem Piqua. W roku następnym Clark został awansowany do stopnia generała brygady przez gubernatora Jeffersona i raz jeszcze zaczął przygotowywać się do marszu na Detroit, ale jeden z jego oddziałów został zmasakrowany w sierpniu 1781 przez Indian, co zakończyło kampanię.
Jeszcze większą porażkę poniesiono w rok później: w sierpniu 1782 brytyjsko-indiańskie siły pokonały milicję z Kentucky w bitwie pod Blue Licks. Jakkolwiek nie brał w bitwie udziału, Clark, jako najwyższy stopniem oficer milicji był ostro krytykowany za tę porażkę. By się oczyścić Clark poprowadził kolejną ekspedycję odwetową w głąb terytorium Ohio i spalił kilka wiosek indiańskich nad rzeką Great Miami.
Działalność Clarka podczas wojny rewolucyjnej była przedmiotem szerokiej debaty publicznej. W związku z tym, że Brytyjczycy w ramach traktatu paryskiego w 1783 roku oddali Stanom Zjednoczonym całe Terytorium Północno-zachodnie, część historyków przyznawała Clarkowi laury zwycięzcy, który niemal podwoił obszar oryginalnych trzynastu kolonii. Clarka okrzyknięto nawet „zdobywcą północnego zachodu”, a jego działania w Illinois – a szczególnie marsz na Vincennes – były wychwalane pod niebiosy. Inni historycy pomniejszali jednak znaczenie kampanii, twierdząc, że Clarka „zdobycie” było zaledwie czasową okupacją kilku miejscowości, co nie miało żadnego wpływu na negocjacje pokojowe w Europie.

## Późniejsze dzieje
Clark miał zaledwie 30 lat, gdy zakończyły się zmagania wojny o niepodległość i wszystkie wielkie osiągnięcia miał już za sobą. Po jego zwycięstwach w Illinois osadnicy zaczęli napływać do Kentucky, częstokroć zajmując nielegalnie ziemie Indian na północ od rzeki Ohio. Clark brał udział w negocjowaniu traktatów pokojowych z plemionami indiańskimi w Forcie McIntosh w 1785 i w Forcie Finney w 1786, ale walki pomiędzy Indianami a osadnikami nie ustawały. Zgodnie z raportem rządowym z roku 1790, od zakończenia wojny 1500 osadników padło ofiarą powtarzających się napadów indiańskich na Kentucky. W celu położenia kresu tym napaściom, Clark poprowadził w roku 1786 ekspedycję przeciwko wioskom indiańskim nad rzeką Wabash, jedną z pierwszych akcji zaczynającej się wojny z Indianami. Wyprawa zakończyła się zupełnym fiaskiem: wobec braków w zaopatrzeniu 300 milicjantów zbuntowało się przeciwko dowódcy, więc Clark musiał się, jak niepyszny, wycofać. Chodziły słuchy, że był często kompletnie pijany. Reputacja Clarka bardzo na tym ucierpiała; już nigdy nie miał poprowadzić ludzi do boju.
Przez większość swego życia Clark cierpiał na kłopoty finansowe. Większość swych wojskowych kampanii finansował za pożyczone pieniądze. Kiedy wierzyciele zaczęli domagać się spłaty długów, Clark nie był w stanie uzyskać rekompensaty ani od rządu Wirginii, ani od Kongresu, ponieważ zapiski odnośnie do działań na pograniczu w czasie wojny były sporządzane chaotycznie i przypadkowo. Aczkolwiek Clark miał prawa do tysięcy hektarów ziemi, przyznanych mu za wojenne osiągnięcia, nie miał dość środków, by ziemie te mogły przynieść mu dochód.
Kiedy stało się jasne, że jego kariera jest skończona, a nadzieje na dostatek wątpliwe, 2 lutego 1793 roku Clark zaoferował swe usługi Edmond-Charles Genêtowi, kontrowersyjnemu ambasadorowi rewolucyjnej Francji. Amerykanie z pogranicza mieli za złe Hiszpanom władającym Luizjaną, że nie zezwalają im na swobodne korzystanie z drogi wodnej rzeką Missisipi, co znacznie ułatwiłoby handel. Administracja Waszyngtona była na wołania ludzi pogranicza głucha. Clark zaproponował Genêtowi, że za francuskie pieniądze poprowadzi ekspedycję, która wyżenie Hiszpanów z doliny Missisipi. Genêt mianował Clarka „generałem-majorem Armii Francuskiej i dowódcą Francuskiego Legionu na rzece Missisipi”. Clark zaczął organizować kampanię, której celem było zajęcie miejscowości New Madrid, Saint Louis, Natchez i Nowy Orlean, biorąc do pomocy starych towarzyszy broni jak Benjamin Logan i John Montgomery i uzyskując wsparcie gubernatora Kentucky Isaacka Shelby’ego. Wstępnie, na zaopatrzenie, wydał $4680 z własnej kieszeni. Jednakże na początku roku1794 prezydent Waszyngton wydał proklamację, w której zabraniał Amerykanom naruszania neutralności państwa i zagroził, że wyśle gen. Anthony’ego Wayne’a do Fortu Massac dla powstrzymania ekspedycji. Rząd francuski odwołał Genêta i cofnął wszystkie podjęte przezeń decyzje odnośnie do wojny z Hiszpanią. Plany Clarka runęły, a próby odzyskania od Francuzów wydatkowanych na kampanię pieniędzy spełzły na niczym.
Nie minęło kilka lat, gdy wierzyciele wyzuli weterana ze wszystkich jego posiadłości. Clark został z niewielkim spłachetkiem gruntu w Clarksville, gdzie zbudował młyn wodny, w którym pracował wespół z dwoma czarnymi niewolnikami. Przez następne dwadzieścia lat Clark żył w zapomnieniu i miał kłopoty z alkoholem. Nie ożenił się, nie miał żadnych przygód z kobietami, aczkolwiek w rodzinnej tradycji zachowała się historia jego romansu z Teresą de Leyba, siostrą Don Fernanda de Leyby.
W roku 1809 Clark miał zawał. Przewrócił się na otwarte palenisko i doznał ciężkich oparzeń nogi, w rezultacie czego trzeba było amputować stopę. Nie będąc zdolnym do pracy znalazł się na utrzymaniu swego szwagra, majora Williama Croghana, na jego farmie odległej o 13 km od Louisville. Zmarł po drugim zawale 13 lutego 1818 roku. Pochowany został w dwa dni później w Locust Grove, ale w roku 1889 jego ciało zostało ekshumowane i pochowane na cmentarzu Cave Hill w Louisville.